# Cardamine amara
Cardamine amara ou Agrião-bravo, é uma planta comestível que pode atingir até 1m de altura. Suas flores são em geral brancas, mas também podem ser rosa ou violeta.